# Музейный квартал
Музейный квартал в Вене (Музеумсквартир; нем. MuseumsQuartier, сокр. MQ) — крупный музейный комплекс, занимающий территорию в 60 000 м² в 7 районе Нойбау недалеко от центра города.

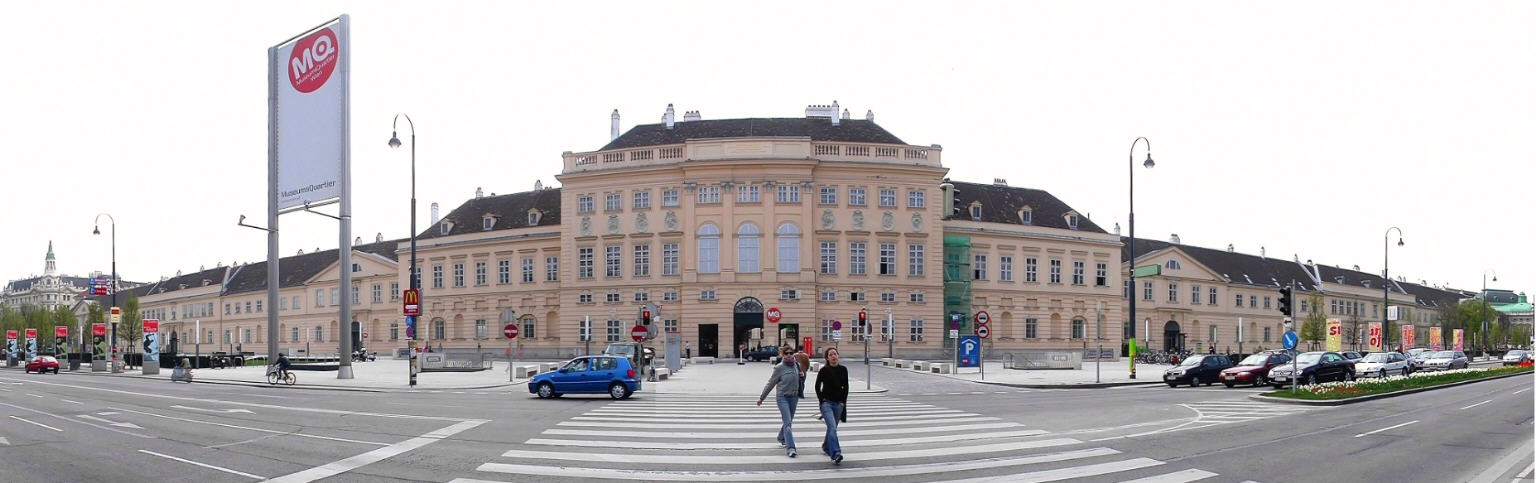
Панорамная фотография входа в Музейный квартал

## История
Главное здание музейного комплекса было построено в качестве придворных конюшен для императоров Священной Римской империи. В 1713 г. император Карл VI поручил Иоганну Бернхарду Фишеру фон Эрлаху построить на венском Гласисе у внешних крепостных ворот императорские конюшни. Строительство здания в 1725 г. заканчивал уже сын архитектора Йозеф Эмануэль Фишер фон Эрлах. После Первой мировой войны и распада Австро-Венгерской империи придворные конюшни перестали функционировать, а большая часть имущества была распродана.

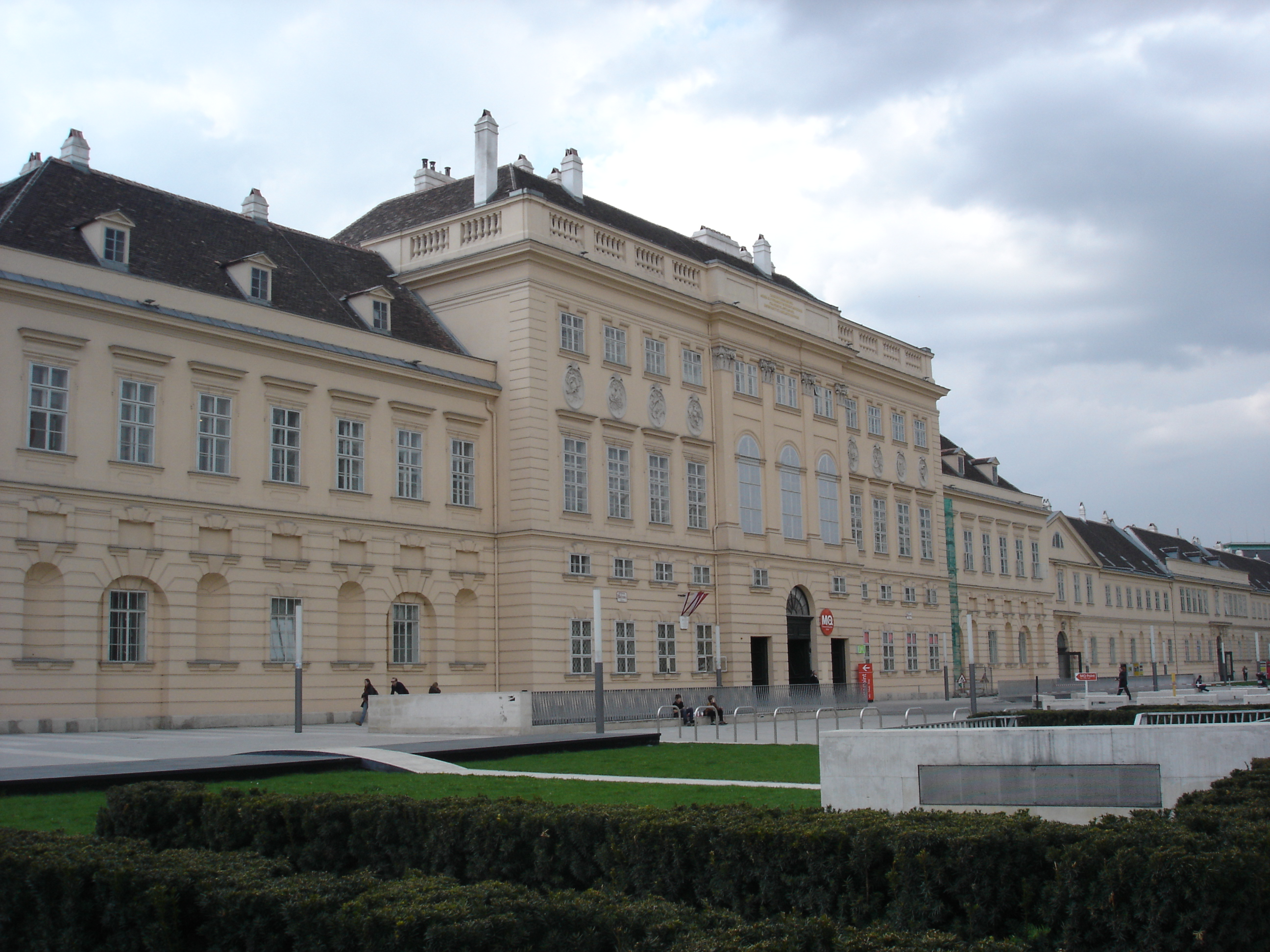
Главный вход в Музейный квартал

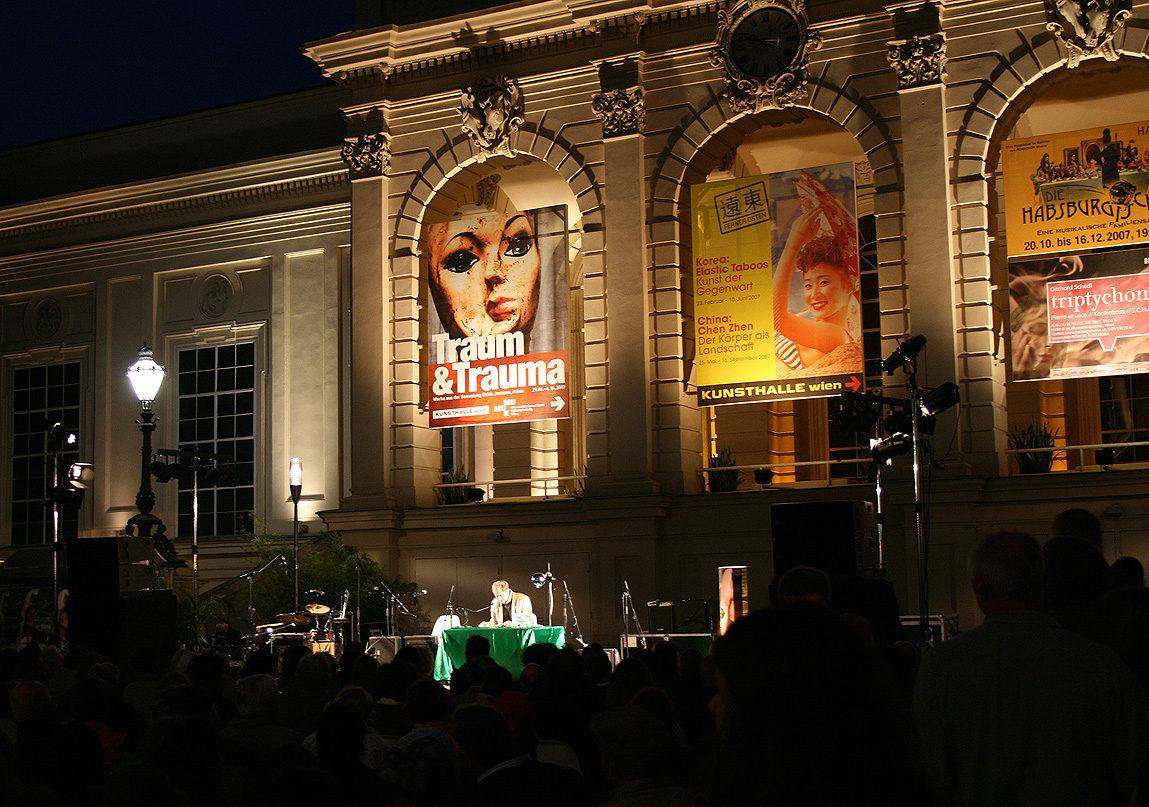
Литературные чтения у Кунстхалле. 2007

В 1921 г. на территории бывших придворных конюшен впервые состоялась выставка, и в последующие годы здание было перестроено и переименовано в Выставочный павильон. Реконструкция и достройка комплекса велась вплоть до 1960-х гг. В 1985 г. здесь впервые проходил Венский фестиваль. В середине 80-х гг. появились первые проекты Музейного квартала, ядром которого по образцу Центра Помпиду в Париже должен был стать музей современного искусства. Был проведён архитектурный конкурс в несколько этапов, в котором в апреле 1990 г. единогласно победил проект архитекторов Лауридс и Манфреда Ортнеров. Победивший проект вызвал жаркие споры в обществе по поводу высоты новых зданий и так называемой «Башни-читальни» — высотки, которая должна была стать символом музейного комплекса. В 1993 г. в акции протеста против проекта участвовало более 140 известных историков искусства и архитекторов со всего мира, в том числе и автор пирамиды Лувра Бэй Юймин и сэр Эрнст Гомбрих.
В октябре 1994 года бургомистр Вены Гельмут Цильк своим решением отказался от строительства «Башни-читальни». Уже «похороненный» проект был пересмотрен в сторону уменьшения размеров новых музейных зданий. Предусматривавшиеся стеклянные фасады были заменены на натуральный камень. Строительство началось в апреле 1998 г. и завершилось в 2001 г.

## Музеи и проекты

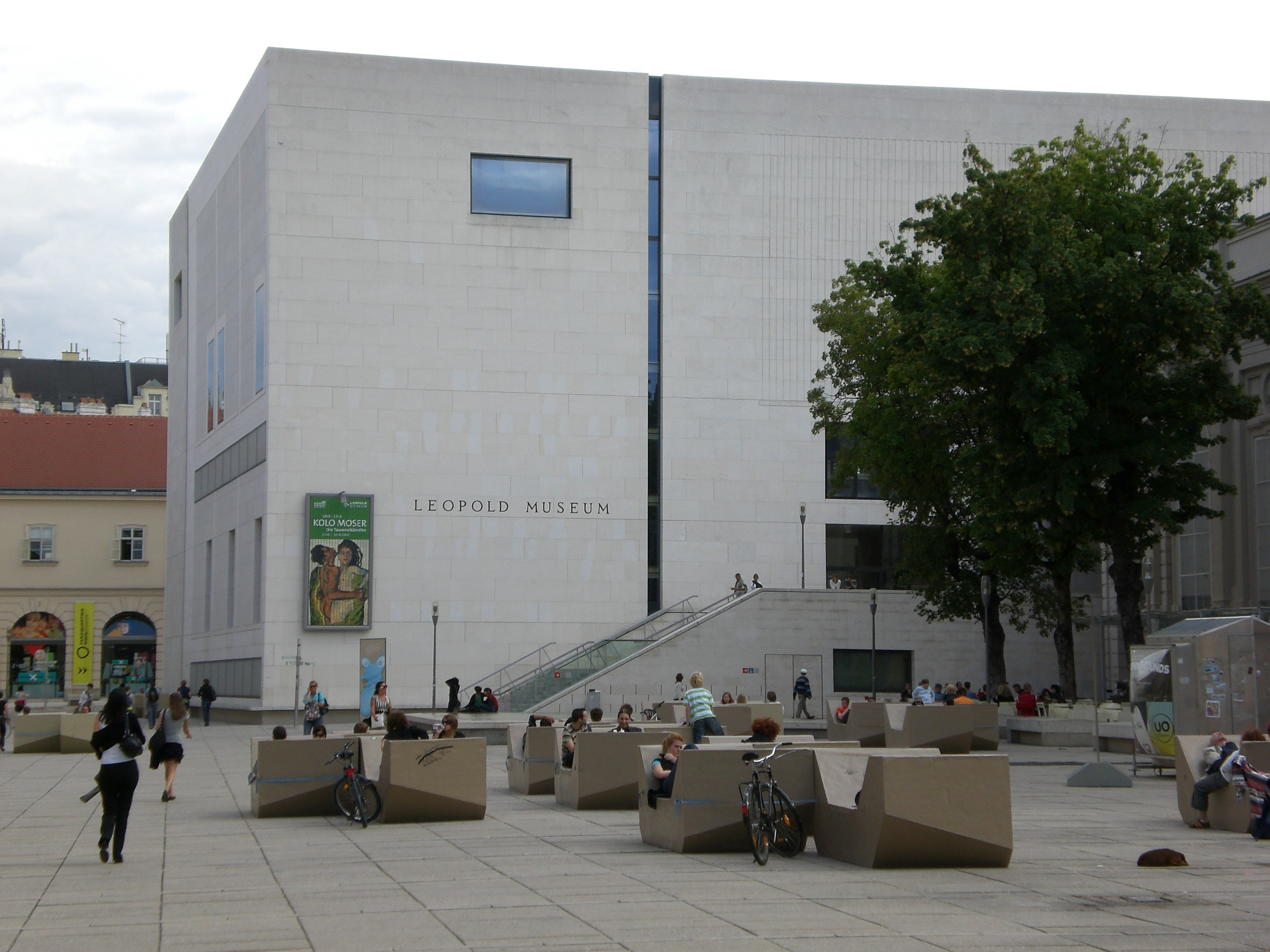
Музей Леопольда

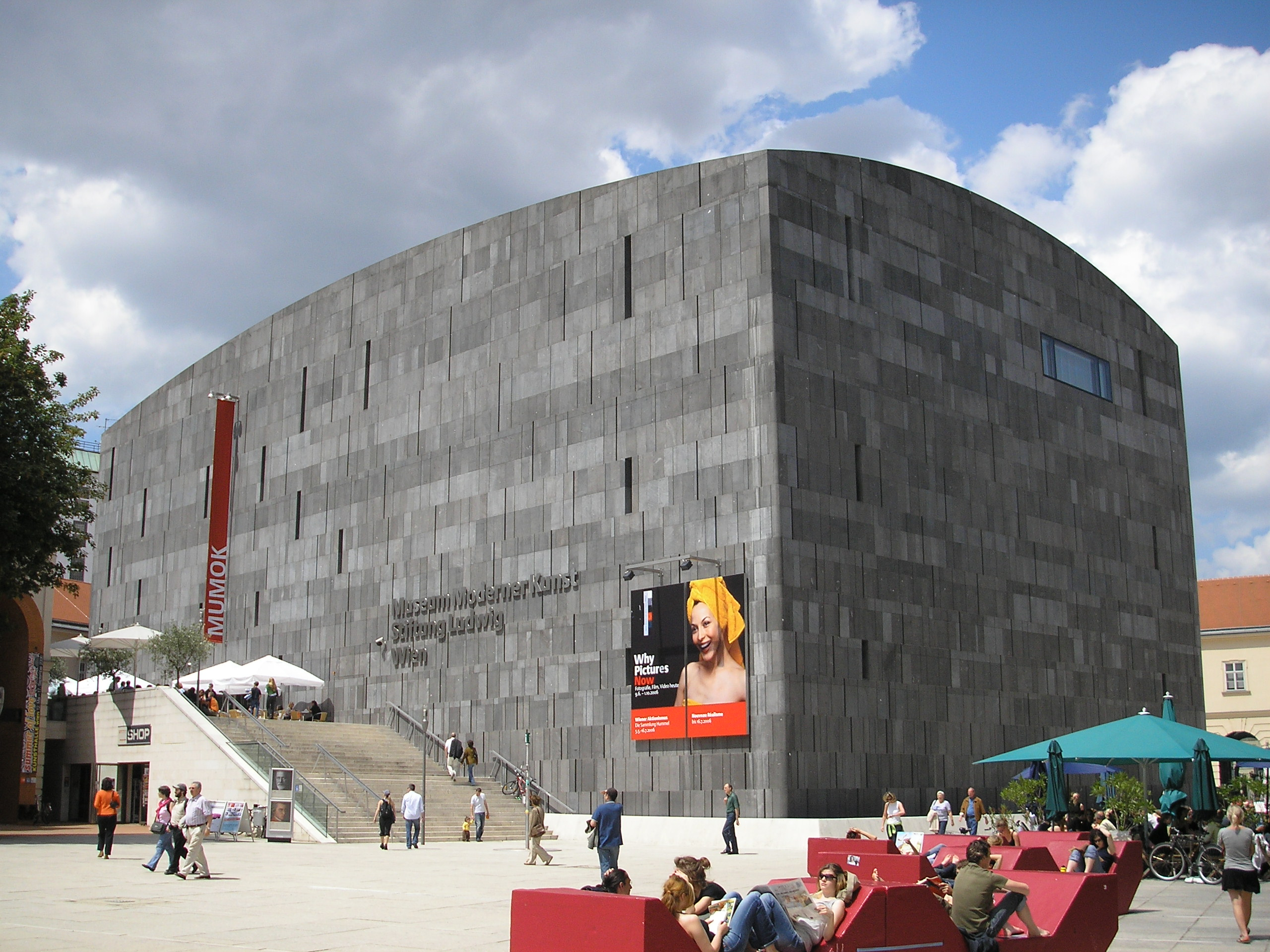
Музей современного искусства (MUMOK)

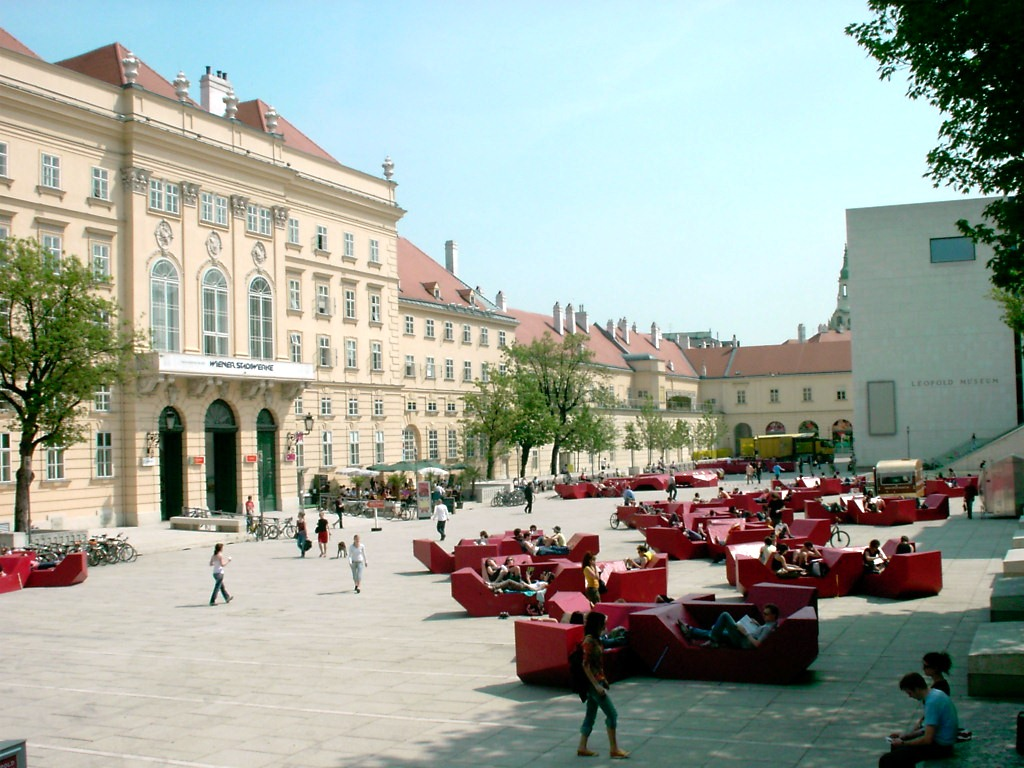
Внутренний двор главного здания и Музей Леопольда

На территории Музейного квартала разместилось несколько музеев, учреждений культуры и искусства. Здесь находятся три крупных музея: Музей современного искусства фонда Людвига (MUMOK), Музей Леопольда и венский Кунстхалле. Для детей открыт детский ZOOM Kindermuseum. В Музейном квартале регулярно проходят различные культурные мероприятия, как, например, литературный фестиваль «O-Töne» и концерты в рамках Венского джазового фестиваля.
Здание музея Леопольда, спроектированное архитектурным бюро «Ortner & Ortner», представляет собой прямоугольный параллелепипед, облицованный ракушечником. В экспозиции музея представлена самая крупная коллекция картин известного австрийского художника-экспрессиониста Эгона Шиле.
Другой проект Ортнеров — Музей современного искусства — выполнен в форме куба и облицован вулканической горной породой. Изначальным вариантом проекта предполагалось возвести более высокое здание. Однако после долгих дискуссий здание уменьшилось в высоту, но обрело несколько подземных этажей. В основу экспозиции Музея современного искусства легла коллекция известных коллекционеров Ирены и Петера Людвига из австрийского Фонда Людвига, которая ранее демонстрировалась в музейном здании «20-er Haus» и во дворце Лихтенштейн на Фюрстенгассе.
Рядом с бывшим зимним манежем находится венский Кунстхалле, где в двух залах демонстрируется современное искусство.
Помимо музейной деятельности Музейный квартал знаменит своими мероприятиями в рамках Венского фестиваля, которые проходят в «Танцевальном квартале» и Архитектурном центре. В «квартале21» обитают несколько художественных групп и организации в области искусства.
Центральный внутренний двор Музейного квартала в настоящее время превратился в место отдыха под открытым небом для венцев и гостей австрийской столицы.